# Gloviczki Bernát
Gloviczki Bernát (Budapest, 1999 –) magyar színész.

## Életpályája
1999-ben született. Édesapja Gloviczki Zoltán, korábbi oktatási helyettes államtitkár. Édesanyja Henter Eszter. Testvérei: Ráhel (1998), Sarolta (2001), Berta (2008), és Ágoston (2010). 2018-ban érettségizett a Vörösmarty Mihály Gimnáziumban. 2018-2023 között a Színház- és Filmművészeti Egyetem hallgatója volt. 2023-tól a Katona József Színház tagja.

## Színházi szerepei

### Trafó - Kortárs művészetek háza
- A nagy Ibsen vizsga (2022) … Borkmann János Gábor

### MU Színház
- A nép ellensége (2021) … Thomas Stockmann

### Örkény István Színház
- 33 álom (2021)

### Katona József Színház
- Extázis (2023) …Alex
- EMBTRAG (2023)
- Cseresznyéskert (2023) ...Szemjon
- Moszkva-Peking Transzszimfónia (2022)
- Találkozás (2022) …Fiatalember
- Főtitkárok (2022) ...Farkas Vladimir
- Tíz eszkimó (2022) ...Futár
- Lear király (2021) ...Burgund hercege
- A Platonov (2021) …Kirill

## Filmes és televíziós szerepei
- Apatigris (2023) ...Gáspár